# 云深处科技
杭州云深处科技有限公司（英语：DEEP Robotics）是中国一家机器人公司，成立于2017年11月29日，总部位于浙江省杭州市西湖区，主要产品包括四足机器人和人形机器人。主要研发方向涵盖机器人运动控制、环境感知和人机交互技术。

## 历史
2017年11月29日，杭州云深处科技有限公司在杭州市注册成立。2018年，公司推出首款四足机器人"绝影pro"，该产品具备自主导航功能。2021年，公司发布面向行业应用的"绝影X20"四足机器人，并于同年实现四足机器人侧空翻动作的技术突破。2023年，公司进一步推出耐候性增强的"绝影X30"四足机器人。2024年8月，公司发布双足行走的人形机器人"Dr.01"。2025年3月，与申昊科技达成合作。